# Fort C. F. Smith
Fort C. F. Smith era un antico avamposto militare costruito nel 1866 dall'Esercito degli Stati Uniti in quella parte della regione del fiume Powder che si estendeva nell’allora Territorio del Montana. Il forte fu eretto su un’altura a poca distanza dal fiume Bighorn e, unitamente a Fort Phil Kearny e a Fort Reno, faceva parte di un sistema di installazioni difensive realizzate per proteggere i viaggiatori che transitavano lungo il Bozeman Trail. Chiamato originariamente Fort Ransom, il forte fu poi in seguito rinominato in onore del generale Charles Ferguson Smith, ufficiale dell’Esercito unionista che si era distinto nella guerra civile americana.

## Storia
La fine della guerra civile americana portò ad una rapida crescita del numero di coloni e di cercatori d'oro che usavano il Bozeman Trail in rotta verso i giacimenti d'oro del Montana. Nel 1866, fallito il tentativo di sottoscrivere un trattato con Nuvola Rossa, per proteggere dai continui attacchi degli indiani coloro che percorrevano il Bozeman Trail fu affidato all'esercito il compito di costruire una serie di avamposti militari messi a protezione della pista.
Nel giugno del 1866, nella regione del fiume Powder arrivarono il colonnello Henry B. Carrington e i soldati del 18º Reggimento di fanteria.  Dopo aver potenziato la struttura di Fort Reno, a sud sull'alto corso del fiume Powder, e costruito Fort Phil Kearny a est dei monti Bighorn, il 4 agosto un distaccamento di due compagnie del reggimento di Carrington comandato dal capitano Nathaniel C. Kinney e guidato dallo scout Jim Bridger si spostò a nord per costruire un altro forte. Per motivi strategici il luogo scelto fu un ampio pianoro che dall'alto dominava il corso del fiume e la vallata sottostante. I lavori di costruzione del forte iniziarono il 12 agosto. Il clima era buono e la valle vicina offriva legna in abbondanza e buon foraggio per gli animali. I lavori per la costruzione del forte, quelli successivi di potenziamento della struttura e quelli per la costruzione degli alloggi, delle baracche e dei magazzini continuarono durante tutto l'anno e furono completati solo all'inizio della primavera del 1867. In quell'anno la guarnigione del forte consisteva di 400 uomini del 27º Reggimento di fanteria, subentrati a quelli del 18°. Il primo giugno fu eretto un palo portabandiera e la bandiera degli Stati Uniti sventolò sopra il forte per la prima volta. In estate arrivarono anche le prime donne e alcuni bambini a vivere all'interno del perimetro del forte. Questo era delimitato da una palizzata di tronchi d’albero alta circa tre metri ed aveva bastioni fortificati agli angoli con cannoni sia nel bastione di nord-ovest che in quello di sud-est.
Per la sua dislocazione nel profondo nord (il forte si trovava a 90 miglia a nord-ovest di forte Phil Kearny) e per di più in pieno territorio indiano, Fort C. F. Smith si trovò per lunghi mesi isolato da contatti con gli altri avamposti. I rapporti con le tribù locali furono di natura diversa. I Crow, che vivevano nell’area intorno al forte, accettarono pacificamente la presenza dei soldati e stabilirono relazioni amichevoli con la guarnigione. In qualche circostanza essi riuscirono anche ad avvertire i soldati di imminenti attacchi portati da Sioux e Cheyenne del Nord che avevano in quella zona il loro ricco territorio di caccia e che invece si mostrarono subito ostili nei confronti dei militari.

## La guerra di Nuvola Rossa
Durante la sua breve esistenza il forte dovette subire continue scorrerie da parte degli indiani nell’ambito di quella che gli storici definiscono la guerra di Nuvola Rossa. Queste scorrerie, tuttavia, erano spesso mere azioni di disturbo finalizzate a rubare o a disperdere i cavalli. Dal canto loro i soldati, a causa dell’esigua consistenza della guarnigione, non erano in grado di svolgere il compito di protezione dei coloni, né di contrastare gli attacchi degli indiani. Per questo motivo essi preferirono adottare un atteggiamento di grande prudenza guardandosi bene dall’inseguire i predoni per evitare di cadere in un’imboscata mortale simile a quella che aveva portato al massacro di Fetterman (21 dicembre 1866) nei pressi di Fort Phil Kearny.
La notizia della grave situazione che si stava vivendo a Fort C. F. Smith giunse a Bozeman (Montana) nel mese di maggio, portata dagli scout Mitch Bouyer e John Reshaw i quali riferirono che la guarnigione viveva praticamente asserragliata nel forte, che mancavano i cavalli perché erano morti o erano stati rubati dagli indiani e che mancavano i perfino i rifornimenti.
A rinforzare il contingente di stanza al forte, il 23 luglio arrivarono due compagnie di soldati, tutti dotati dei nuovi fucili a retrocarica Springfield 1866 Second Allin, e il tenente colonnello Luther P. Bradley che aveva il compito di assumere il comando di quel presidio. I soldati portarono anche un grosso quantitativo di questi nuovi fucili che vennero distribuiti agli uomini della guarnigione in sostituzione del vecchi fucili ad avancarica. Per una fortunata circostanza appena nove giorni dopo, questi fucili contribuirono a determinare le sorti del più importante scontro tra soldati ed indiani registrato nei pressi di Fort C. F. Smith, quello che è noto come la Battaglia di Hayfield (Hayfield Fight).
Il primo agosto, un gruppo di nove falciatori scortati da venti soldati fu attaccato da circa seicento Cheyenne del Nord ed alcuni Arapaho in un campo situato a circa tre miglia a nord del forte. I soldati e i nove civili ebbero appena il tempo di mettersi al riparo dietro un rudimentale recinto di tronchi d’albero e di lì iniziarono un nutrito fuoco di sbarramento con i fucili Springfield a retrocarica. Nelle prime ore del pomeriggio, all'arrivo dei rinforzi dal forte, gli indiani si ritirarono dopo aver appiccato il fuoco all'erba secca e recuperato i corpi dei loro caduti. Come esito della battaglia i soldati ebbero due morti ed un ferito, mentre le perdite degli indiani furono molto più consistenti.
Il 2 marzo 1868 il generale Ulysses S. Grant ordinò l'abbandono dei tre forti posti lungo il Bozeman Trail, ma a causa di difficoltà logistiche la cosa si protrasse fino ad estate inoltrata. Il 29 luglio Fort C. F. Smith fu il primo dei tre forti ad essere abbandonato dai soldati e il mattino seguente l’intera struttura fu data alle fiamme da Cavallo Pazzo  e dai suoi guerrieri.
Il sito dove sorgeva Fort C. F. Smith oggi si trova su una proprietà privata, in quella che è la riserva indiana dei Crow (Crow Indian Reservation), all'interno dell'area ricreativa nazionale del Bighorn Canyon, nella parte centro-meridionale della contea di Big Horn (Montana) e tutto ciò che ne resta è un cippo in pietra con una targa storica che ne perpetuano il ricordo.
Dal 10 ottobre 1975 Fort C. F. Smith è stato incluso nel National Register of Historic Places (Registro nazionale dei luoghi storici) con numero di iscrizione 75000163.